# Tatyana Savelyeva
Pour les articles homonymes, voir Savelieva.
Tatyana Andreyevna Savelyeva, née le 22 mai 1947 à Leningrad (RSFS de Russie), est une nageuse soviétique.

## Carrière
Tatyana Savelyeva remporte aux Jeux olympiques de 1964 à Tokyo la médaille de bronze du relais 4x100 mètres quatre nages, et est éliminée en séries du 100 mètres dos.
Aux Jeux olympiques de 1968 à Mexico, elle est éliminée en séries du 100 et 200 mètres dos.